# George Clinton (hudebník)
George Clinton (* 22. července 1941) je americký zpěvák. Jako teenager založil doo-wopovou skupinu, později byl zaměstnán společností Motown, kde psal písně pro různé interprety. Několik let působil ve skupině The Parliaments a později byl vůdčí osobností skupin Parliament a Funkadelic. Rovněž vydal řadu sólových alb a spolupracoval s mnoha hudebníky, mezi které patří například zpěvák Michael Bolton rapper Snoop Dogg nebo skupina Primal Scream. V roce 1985 produkoval album Freaky Styley skupiny Red Hot Chili Peppers.